# Kei Igarashi
Kei Igarashi (五十嵐圭, Igarashi Kei), né le 7 mai 1980 à Jōetsu au Japon, est un joueur japonais de basket-ball. Il évolue au poste de meneur.